# Zindagi
Zindagi (también conocido como Zindagi TV) es un canal generalista indio, propiedad de Zee Entertainment Enterprises (ZEEL). También se promocionó como un canal de televisión que transmitía programación de corta duración y como el nuevo canal de entretenimiento hindi de la India, en lugar de series continuas e indefinidas. Ha sindicado contenido de varios países, incluidos Brasil, Corea del Sur, Pakistán, Turquía y Ucrania. Lanzado el 23 de junio de 2014, ZEEL invirtió 100 millones de rupias para lanzar el canal.
Las series de Zindagi, Dhoop Ki Deewar y Qatil Haseenaon Ke Naam, ganaron en los Premios Promax 2022.

## Historia
Su telenovela paquistaní sindicada, Aunn Zara, se estrenó el 23 de junio de 2014, el día en que se lanzó el canal y finalizó su emisión en Zindagi el 12 de julio de 2014, convirtiendo así a Zindagi en el primer canal hindi generalista en la India, en finalizar un programa en 20 días. A principios de mayo de 2015, Zindagi lanzó por primera vez en su historia dos programas de estilo de vida de origen estadounidense, doblados al hindi. Fueron Simply Beautiful, un programa de consejos de salud y belleza presentado por Roni Proter, y Nirmala's Spice World, un programa de cocina presentado por la chef Nirmala Narine. El canal también lanzó su primera producción india original, Shukriya, un programa de telerrealidad, a principios de agosto de 2015. Shukriya proporciona una plataforma para que la gente común aparezca en la televisión, comparta sus historias personales y diga «gracias» a sus seres queridos. Zindagi también formó una asociación con BIG FM 92.7 durante siete semanas, a partir del 27 de julio de 2015 (casi dos semanas antes del lanzamiento de Shukriya), para promover Shukriya a través de la radio utilizando varios métodos, programas y segmentos especiales. Esta promoción en BIG FM se extendió a sus 24 estaciones de radio con sede en varias ciudades de la India.
Tras el ataque terrorista de Uri de 2016, Zindagi eliminó todos los programas paquistaníes de su programación.
Zindagi se convirtió en un canal exclusivamente digital a partir del 1 de julio de 2017, y el contenido se volvió accesible únicamente en la aplicación OZEE.
Con el lanzamiento de ZEE5, Zindagi pasó a llamarse Zindagi Digital y transmite programas internacionales exclusivos en formato digital de Turquía, Corea del Sur, España, Colombia, Ucrania, Pakistán, Brasil, etc. en 12 idiomas principales a partir del 15 de febrero de 2018. Se puede acceder a todo el contenido en la aplicación ZEE5 con membresía prémium.
El 16 de julio de 2020 se anunció que el canal Zindagi se relanzará en ZEE5. El nuevo lema del canal es «Zindagi Mil Ke Jiyenge» («viviremos la vida juntos» en español). La marca Zindagi se lanzó el 21 de mayo de 2020 en todo el mundo, excepto India, y el 27 de mayo de 2020 en la India en la aplicación ZEE5.
El 4 de septiembre de 2020, Shailja Kejriwal, directora creativa de proyectos especiales de Zee Entertainment Enterprises, anunció que no había planes para que el canal Zindagi regresara a la televisión. Todo el contenido es únicamente para la aplicación ZEE5.
Zindagi lanzó Dhoop Ki Deewar el 25 de junio de 2021 protagonizada por Sajal Aly y Ahad Raza Mir. El programa destaca el dolor y la pérdida que la guerra trae a las personas sin importar de qué lado de la frontera sean.
El 15 de marzo de 2021, Shailja Kejriwal, directora creativa de proyectos especiales de Zee Entertainment, hizo otro anuncio relacionado con el canal Zindagi diciendo: «El nuevo avatar de Zindagi no solo ha adquirido contenido del subcontinente, sino también programas originales producidos en Pakistán y Bangladés. Zindagi produciría entre 6 y 7 programas originales cada año y una gran parte consistiría en contenido de países vecinos como Pakistán y Bangladés».
El 16 de marzo de 2022, Shailja Kejriwal, directora creativa de proyectos especiales de Zee Entertainment Enterprises, insinuó que en 2022 el canal Zindagi volverá a la televisión para su fiel audiencia.
A partir del 23 de mayo de 2022, el canal Zindagi se lanzó como servicio activo DTH en Tata Play, Dish TV, D2H y Airtel Digital TV. En Tata Play se lanzó como Tata Play Zindagi y en Dish TV y también en Airtel Digital TV como Zindagi Active.